# مسجد ملا شفیع مهرجرد
مسجد ملا شفیع مهرجرد مربوط به دوره آل مظفر است و در میبد، زیرمحله توده مهرجرد واقع شده و این اثر در تاریخ ۲ بهمن ۱۳۸۲ با شمارهٔ ثبت ۱۰۸۸۲ به‌عنوان یکی از آثار ملی ایران به ثبت رسیده است.